# Ritmo reproductivo básico
| Enfermedad                       | Transmisión                     | {\displaystyle R_{0}} |
| -------------------------------- | ------------------------------- | --------------------- |
| COVID-19 (variante Omicrón BA.5) | Aérea                           | 18.6                  |
| Sarampión                        | Aérea                           | 12–18                 |
| Varicela                         | Aérea                           | 10–12                 |
| COVID-19 (variantes de 2020)     | Aérea                           | 5,7                   |
| Tos ferina                       | Gotículas respiratorias         | 5,5                   |
| Rubéola                          | Gotículas respiratorias         | 5–7                   |
| Paperas                          | Gotículas respiratorias         | 4–7                   |
| Viruela                          | Gotículas respiratorias         | 3,5–6                 |
| SARS                             | Gotículas respiratorias         | 2–5                   |
| VIH/SIDA                         | Contacto sexual                 | 2–5                   |
| Difteria                         | Saliva                          | 1,7–4,3               |
| Ébola                            | Contacto con fluidos corporales | 1,5-2,5               |
| Influenza (pandemia de 1918)     | Aérea                           | 1,4–2,8               |

En epidemiología, el número básico de reproducción (a veces llamado ritmo básico de reproducción, ratio reproductiva básica y denotadas por {\displaystyle R_{0}}, r subcero) de una infección es el número promedio de casos nuevos que genera un caso dado a lo largo de un período infeccioso.
Esta métrica es útil debido a que ayuda a determinar cuando una enfermedad infecciosa puede dar lugar a un brote epidémico serio. Las raíces del concepto reproductivo básico se remonta al trabajo de Alfred Lotka, Ronald Ross y otros, aunque su primera aplicación moderna se debe a George MacDonald en 1952, que construyó modelos epidemiológicos de la propagación de la malaria.
Cuando
{\displaystyle R_{0}<1}
la infección muere tras un largo período. Pero si
{\displaystyle R_{0}>1}
la infección puede llegar a propagarse ampliamente entre una población.
Generalmente, cuanto más grande {\displaystyle R_{0}} es tanto más difícil será controlar la epidemia. Por ejemplo, los modelos simples, la proporción de la población que necesita estar vacunada para prevenir la propagación sostenida de la infección viene dada por {\displaystyle 1-1/R_{0}}. El ritmo reproductivo básico se ve afectado por muchos factores, entre ellos la duración del periodo infeccioso de un organismo, y el número de personas susceptibles dentro de la población y con los que los pacientes afectados entran en contacto.[cita requerida]

## Métodos de estimación
Durante una epidemia, generalmente se conoce el número de infecciones diagnosticadas {\displaystyle N(t)} a lo largo del tiempo {\displaystyle t}. En las primeras etapas de una epidemia, el crecimiento es exponencial, con una tasa de crecimiento logarítmico: 
{\displaystyle K={\frac {d\ ln(N)}{dt}}.}
Para el crecimiento exponencial, {\displaystyle N} puede interpretarse como el número acumulado de diagnósticos (incluidos los individuos que se han recuperado) o el número actual de pacientes diagnosticados; La tasa de crecimiento logarítmico es la misma para cualquiera de las dos definiciones. Para estimar {\displaystyle R_{0}}, se necesita hacer suposiciones en cuanto al tiempo entre la infección y su diagnóstico y así mismo en cuanto al tiempo entre la infección y el comienzo de la infección.
En todo crecimiento exponencial, {\displaystyle K} está relacionado con el tiempo de duplicación {\displaystyle T_{d}} de la siguiente manera:
{\displaystyle K={\frac {\ln(2)}{T_{d}}}}.

### Modelo simple
Si un individuo, después de infectarse, infecta exactamente a {\displaystyle R_{0}} individuos nuevos solo después de que haya transcurrido exactamente un tiempo {\displaystyle \tau } (el periodo infeccioso), entonces el número de individuos infecciosos {\displaystyle n_{E}(t)} crece en función del tiempo:
{\displaystyle n_{E}(t)=n_{E}(0)\,R_{0}^{t/\tau }} y también la ecuación general {\displaystyle n_{E}(t)=n_{E}(0)\,e^{Kt}}
ó: 
{\displaystyle log(n_{E}(t))=log(n_{E}(0))+log(R_{0})t/\tau .}
En este caso, en el comienzo de la infección, si {\displaystyle t=\tau }, se verifica
{\displaystyle R_{0}=e^{K\tau }} o {\displaystyle K={\frac {\ln R_{0}}{\tau }}}.
Lo que permite calcular {\displaystyle R_{0}} a partir de {\displaystyle \tau } (el periodo infeccioso), y {\displaystyle K} (el crecimiento exponencial del número de casos, que puede obtenerse mediante un ajuste matemático, relativamente sencillo, de la curva de los casos observados)
Por ejemplo, con {\displaystyle \tau =5~\mathrm {d} } y {\displaystyle K=0.183~\mathrm {d} ^{-1}}, encontraríamos {\displaystyle R_{0}=2.5}.
Si {\displaystyle R_{0}} depende del tiempo: 
{\displaystyle log(n_{E}(t))=log(n_{E}(0))+{\frac {1}{\tau }}\int \limits _{0}^{t}log(R_{0}(t))dt}
mostrando que puede ser importante mantener {\displaystyle log(R_{0})} debajo de 0, promediado en el tiempo, para evitar un crecimiento exponencial.

### Período infeccioso latente, aislamiento después del diagnóstico
En este modelo, una infección individual tiene las siguientes etapas:
1. Expuesto: un individuo está infectado, pero no tiene síntomas y todavía no infecta a otros. La duración promedio del estado expuesto es {\displaystyle \tau _{E}}.
2. Latente infeccioso: un individuo está infectado, no tiene síntomas, pero infecta a otros. La duración promedio del estado infeccioso latente es {\displaystyle \tau _{I}}. El individuo infecta a {\displaystyle R_{0}} otros individuos durante este período.
3. Aislamiento después del diagnóstico: se toman medidas para prevenir futuras infecciones, por ejemplo aislando al paciente.

Este es un modelo SEIR, por tanto R  0  se puede escribir de la siguiente forma:
{\displaystyle R_{0}=1+K(\tau _{E}+\tau _{I})+K^{2}\tau _{E}\tau _{I}.}
Este método de estimación se ha aplicado a COVID-19 y  SARS. Se deduce de la ecuación diferencial para el número de individuos expuestos {\displaystyle n_{E}} y el número de individuos infecciosos latentes {\displaystyle n_{I}},

{\displaystyle {\frac {d}{dt}}{\begin{pmatrix}n_{E}\\n_{I}\end{pmatrix}}={\begin{pmatrix}-1/\tau _{E}&R_{0}/\tau _{I}\\1/\tau _{E}&-1/\tau _{I}\end{pmatrix}}{\begin{pmatrix}n_{E}\\n_{I}\end{pmatrix}}.}

El valor propio más grande de esta matriz es precisamente la tasa de crecimiento logarítmico {\displaystyle K}, que puede resolverse para {\displaystyle R_{0}}.
En el caso especial {\displaystyle \tau _{I}=0}, este modelo da como resultado {\displaystyle R_{0}=1+K\tau _{E}}, que es diferente del modelo simple anterior ({\displaystyle R_{0}=\exp(K\tau _{E})}). Por ejemplo, con los mismos valores {\displaystyle \tau =5~\mathrm {d} } y {\displaystyle K=0.183~\mathrm {d} ^{-1}}, encontraríamos {\displaystyle R_{0}=1.9}, en lugar de {\displaystyle 2.5}. La diferencia se debe a una sutil diferencia en el modelo de crecimiento subyacente; la ecuación matricial anterior supone que los pacientes recién infectados pueden comenzar a transmitir la enfermedad directamente después de infectarse; el tiempo {\displaystyle \tau _{E}} es el tiempo promedio. Esta diferencia ilustra que un valor estimado del número de reproducción {\displaystyle R_{0}} depende del modelo matemático subyacente; Si el número de reproducción se estima a partir de un modelo en particular, se debe utilizar el mismo modelo para las predicciones sobre el futuro.

## Limitaciones deR0
Cuando R0 se calcula a partir de modelos epidemiológicos, particularmente en los basados en ecuaciones diferenciales deterministas, lo que usualmente se denomina R0 es, solamente un umbral, no un número promedio de infecciones secundaria. Existen diversos métodos para estimar dicho umbral a partir de un modelo matemático, pero pocos de ellos proporicionan el verdadero valor de R0. La situación se hace especialmente problemática en el caso en que existe vectores intermediarios entre los portadores, como sucede en el caso de la malaria.
Lo que esos umbrales representan es si un brote se extingue por sí mismo(si R0 < 1) o si por el contrario se vuelve endémico (si R0 > 1), pero en general no puede comparar diferentes tipos de brotes. Por tanto, los valores comparados de R0 deben ser tomados con precaución, especialmente si los valores se han calculado a partir de modelos matemáticos, que sólo constituyen una aproximación al contagio de la enfermedad.

## Ritmo reproductivo efectivo
En realidad, partes diversas de la población son inmunes a cualquier enfermedad en un momento dado. Para medirlo, se usa el ritmo reproductivo efectivo Re que en la literatura médica se suele escribir como Rt, o promedio de nuevas infecciones causadas por un solo individuo infectado en un momento t en la población parcialmente susceptible. Se puede encontrar multiplicando R0 por la fracción S de la población que es susceptible. Cuando la fracción de la población que es inmune aumenta tanto (es decir, la población susceptible S disminuye) que Re cae por debajo de 1, se dice que se ha alcanzado la 'inmunidad de grupo' y el número de casos que ocurren en la población tenderá gradualmente a cero.

## Otros usos
R0 se usa también como una medida de éxito reproductivo individual en ecología de poblaciones. Representa el número medio de descendientes creados sobre el período vital por un individuo (bajo condiciones ideales).
Para modelos epidemiológicos simples, R0 puede ser calculado, dado que la tasa de decaimiento sea bien conocida. En este caso, la tasa de decaimiento ("tasa de mortalidad" usualmente 1/d) proporciona la vida media de un individuo. Cuando se multiplica el promedio de descendientes por individuo y por paso de tiempo ("tasa de natalidad" b), esto proporciona R0 = b / d. Para modelos más complicados, que tienen tasas de crecimiento variables (e.g. a causa de la autolimitación), se debería la tasa máxima de crecimiento.

## En la cultura popular
En la película de 2011 Contagio, una película de suspense sobre un desastre médico ficticio, se presentan cálculos de R0 para reflejar la progresión de una infección fatal de origen vírico de casos de estudio de una pandemia.